# Blastobasis guilandinae
Blastobasis guilandinae é uma espécie de mariposa do gênero Blastobasis pertencente à família Coleophoridae.